# Équipe cycliste Indulek-Doltcini-Derito

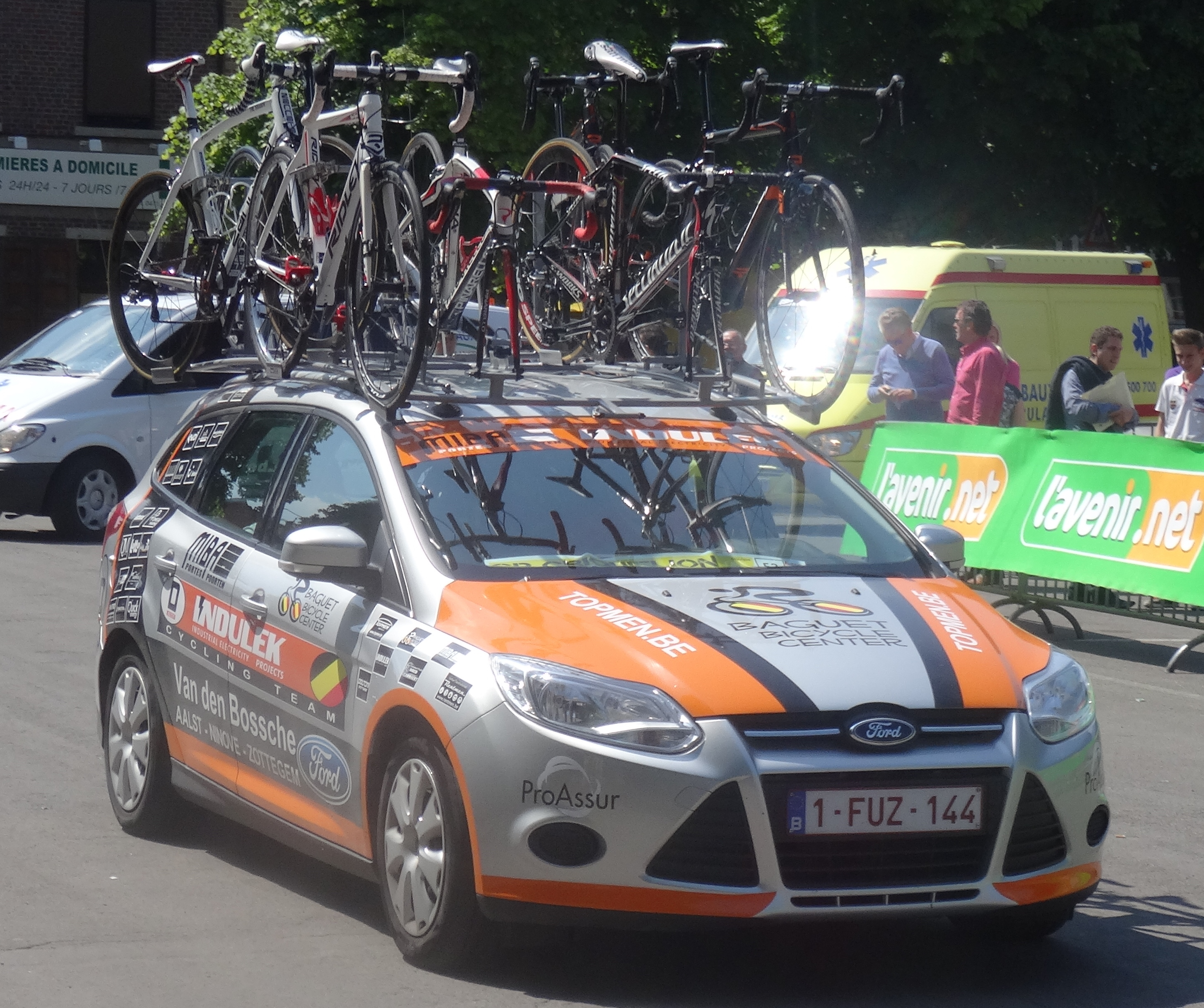
Une des voitures de l'équipe au Grand Prix Criquielion 2014.

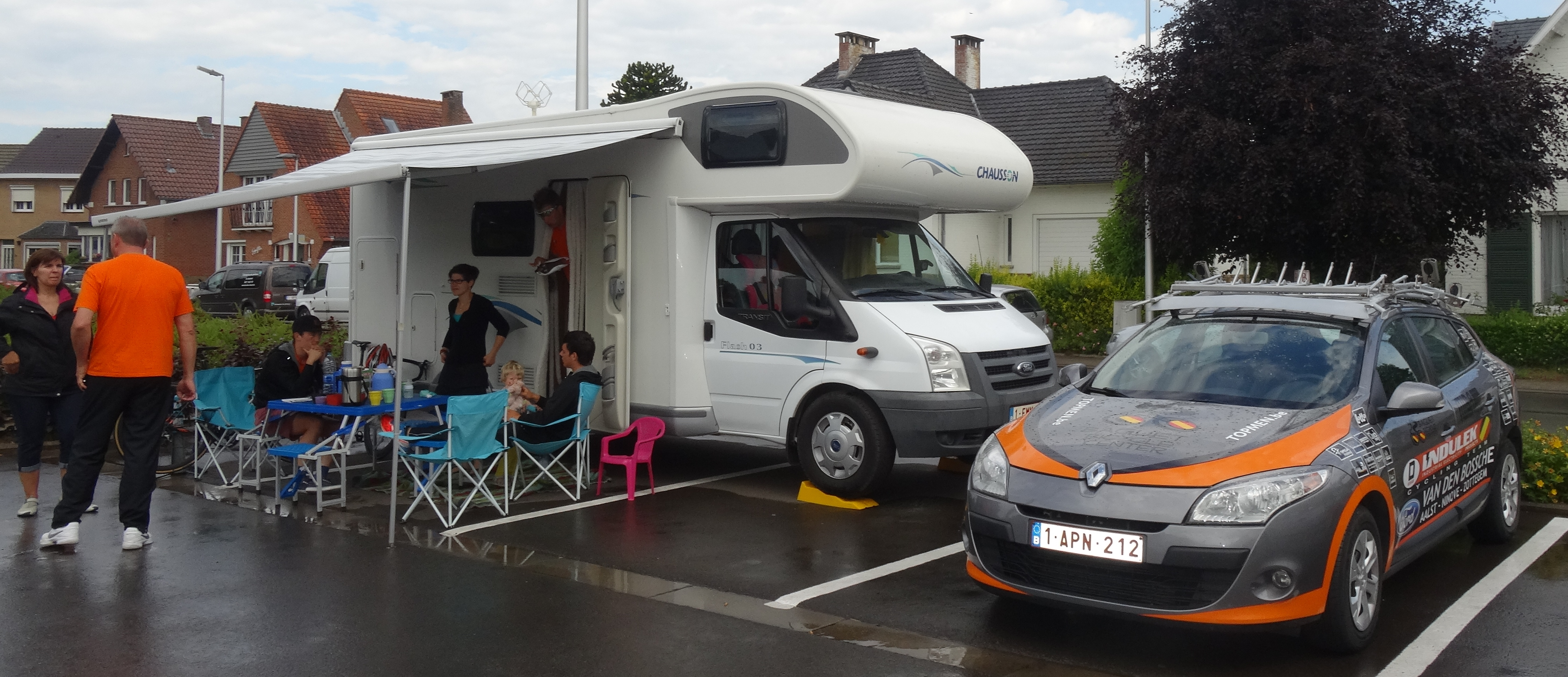
Le camping-car et l'autre voiture au Mémorial Philippe Van Coningsloo 2014.

L'équipe cycliste Baguet-MIBA Poorten-Indulek-Derito est une équipe cycliste belge néerlandophone, active entre 2013 et 2021 avec un statut amateur. 

## Histoire de l'équipe
Elle participe principalement au calendrier amateur belge, ainsi qu'aux circuits continentaux de cyclisme et en particulier l'UCI Europe Tour. Elle porte le nom de Baguet Bicycle Center-MIBA Poorten en 2013 puis Baguet-MIBA Poorten-Indulek de 2014 à 2015. Elle disparait à l'issue de la saison 2021.

## Saisons précédentes

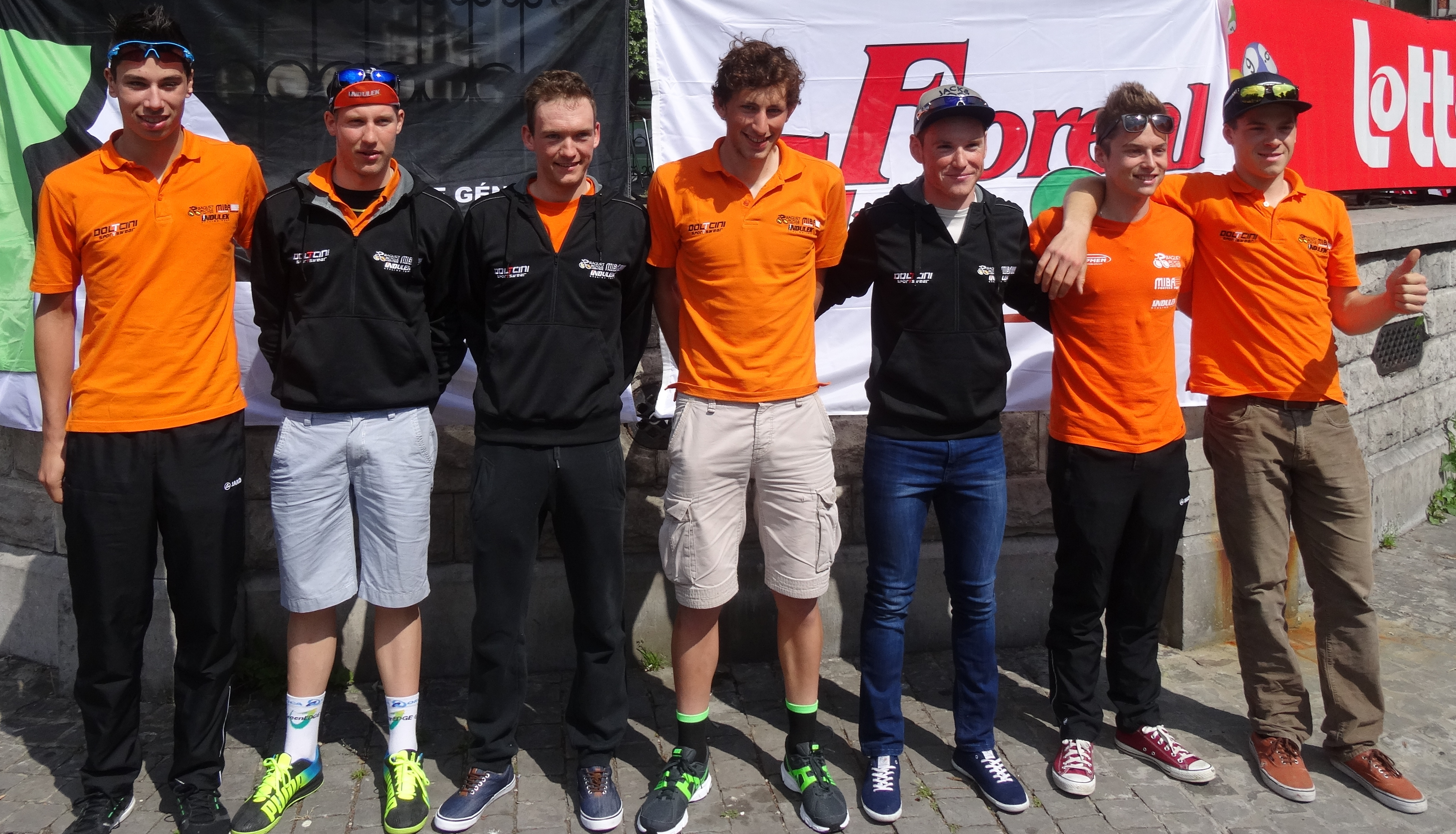
Gianni Bossuyt, Kenny Bouvry, Andres Saelens, Niels Van Dorsselaer, Jens Moens, Jasper Van Der Schelden et Benjamin Perry au Grand Prix Criquielion 2014.

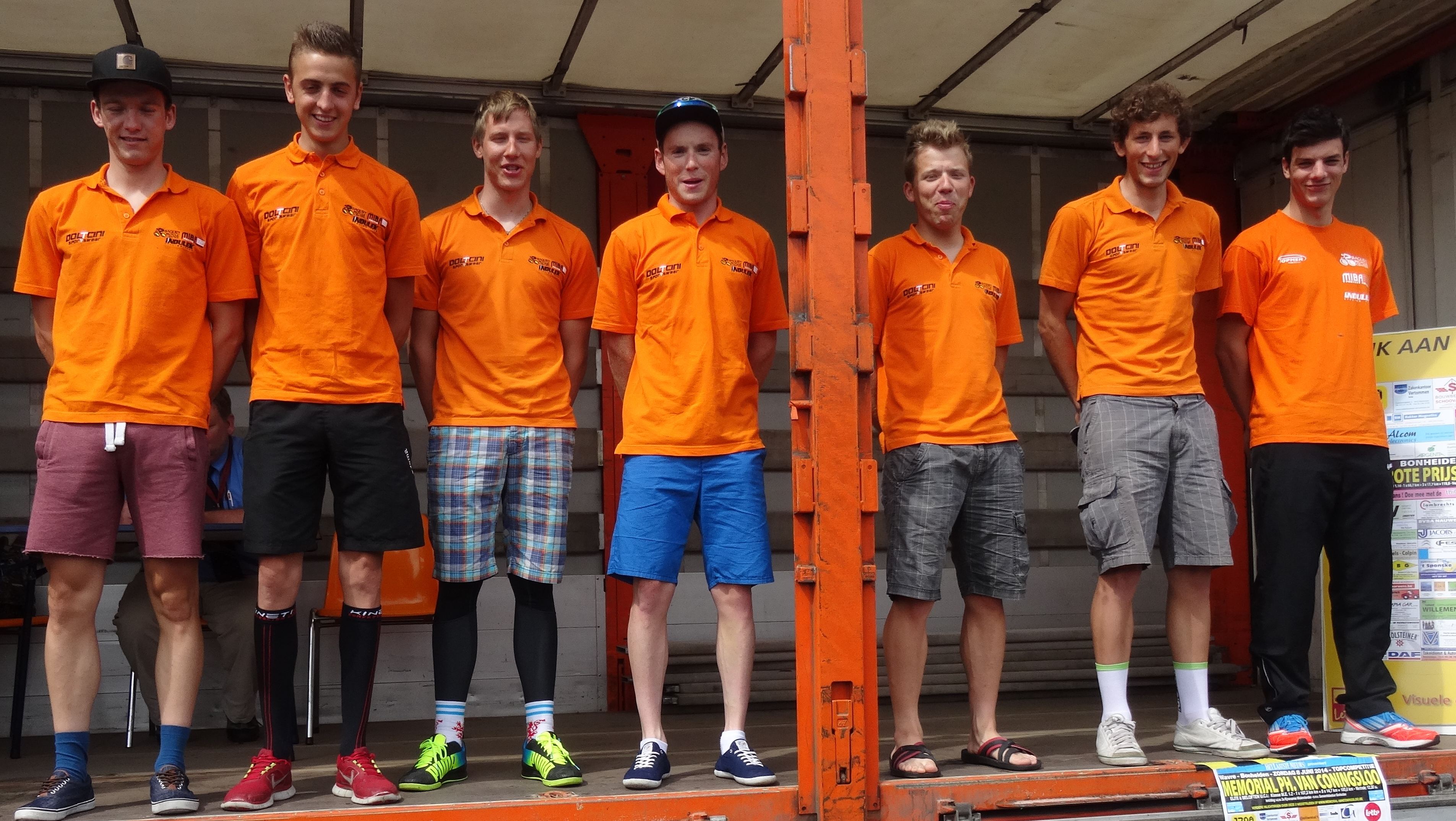
L'équipe au Mémorial Philippe Van Coningsloo 2014.

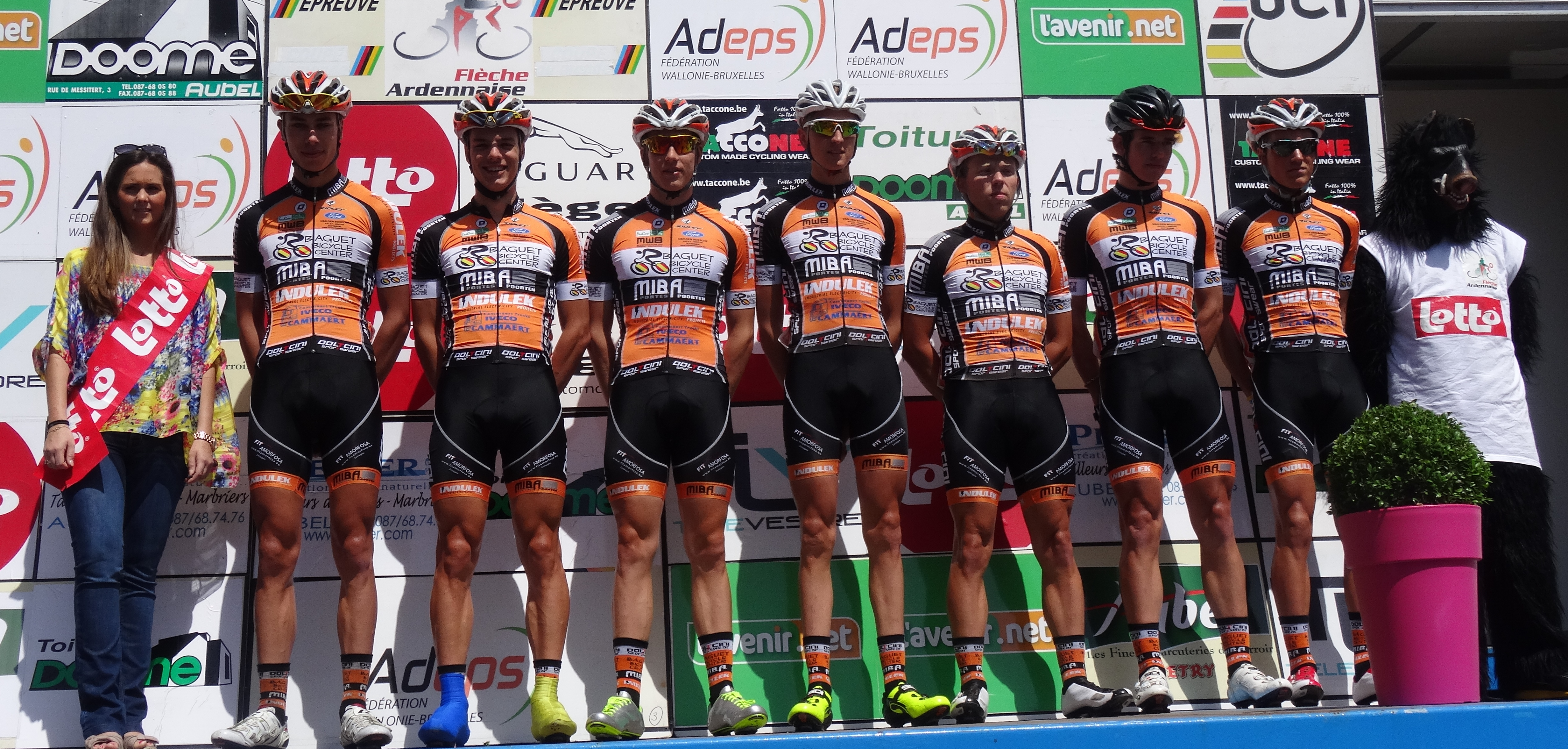
L'équipe à la Flèche ardennaise 2014.

Portraits
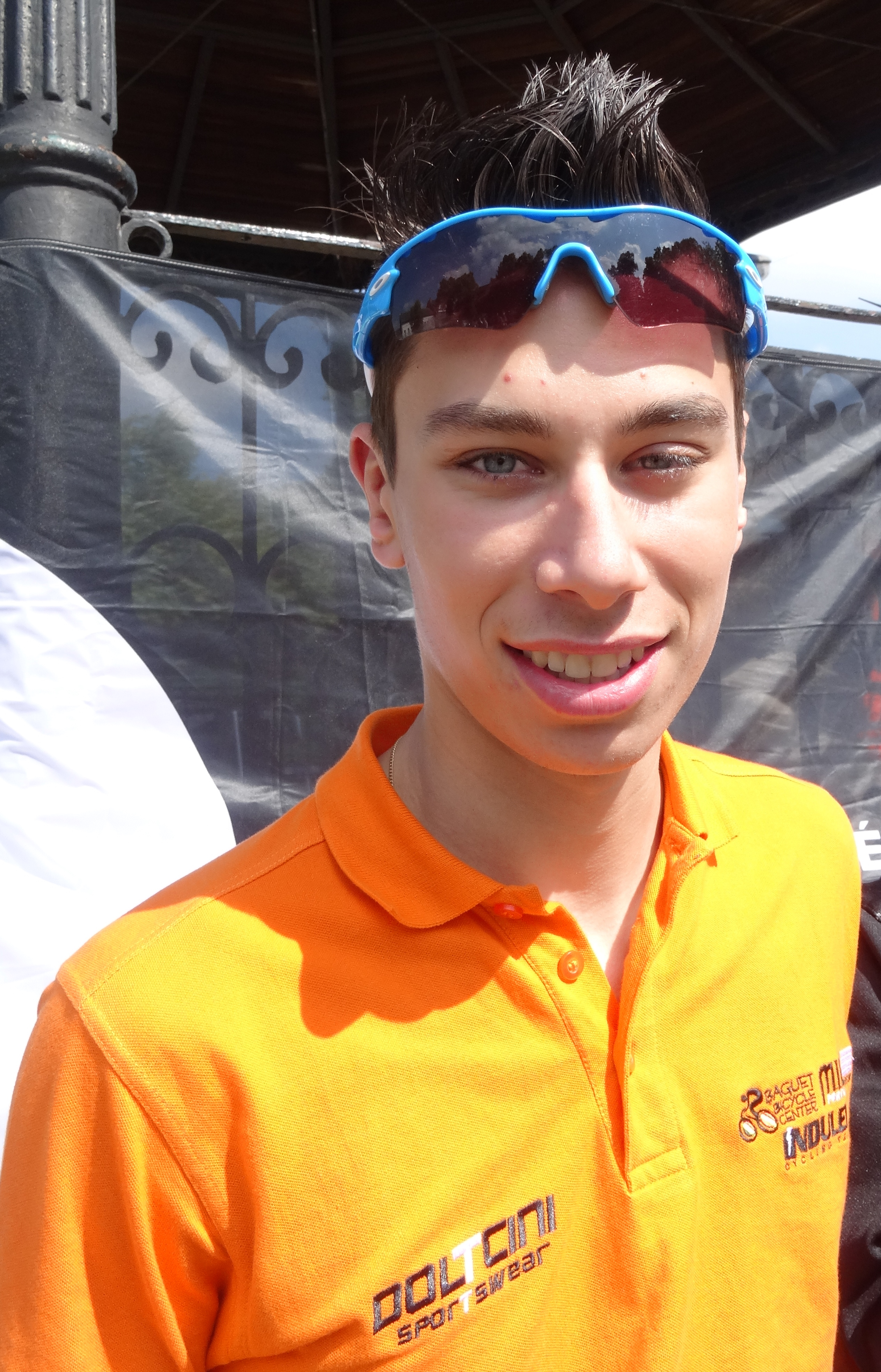
Gianni Bossuyt.
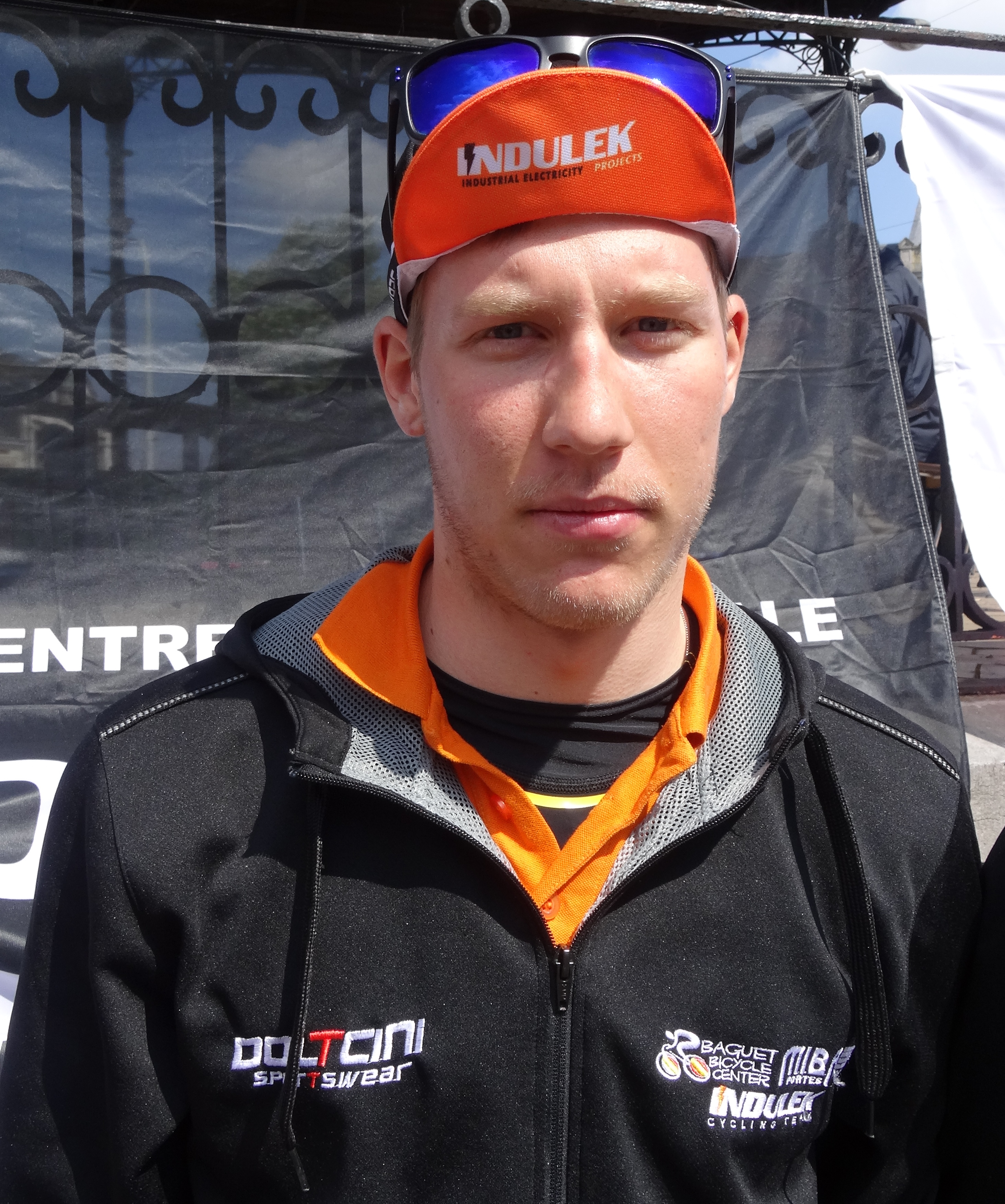
Kenny Bouvry.
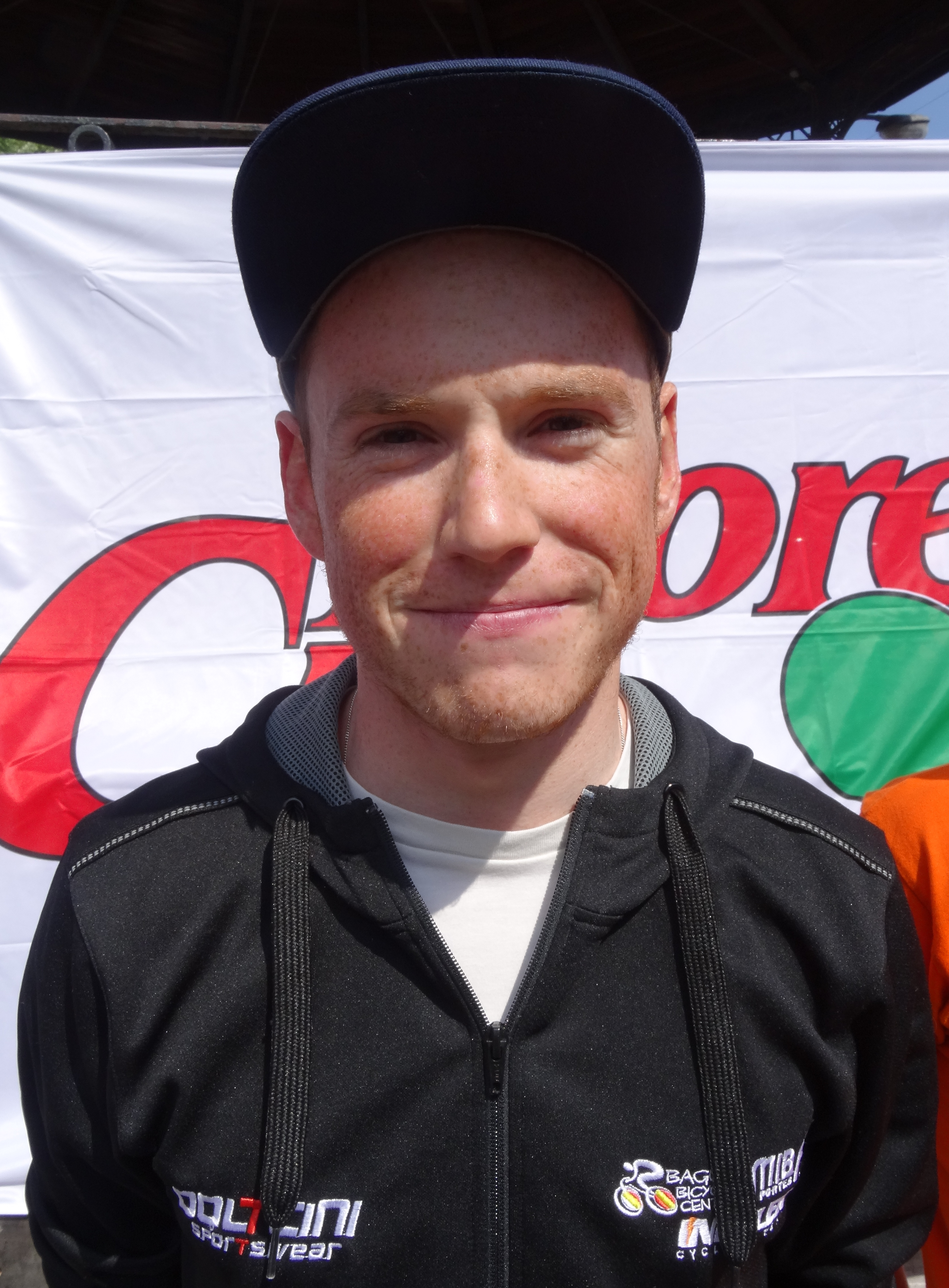
Jens Moens.
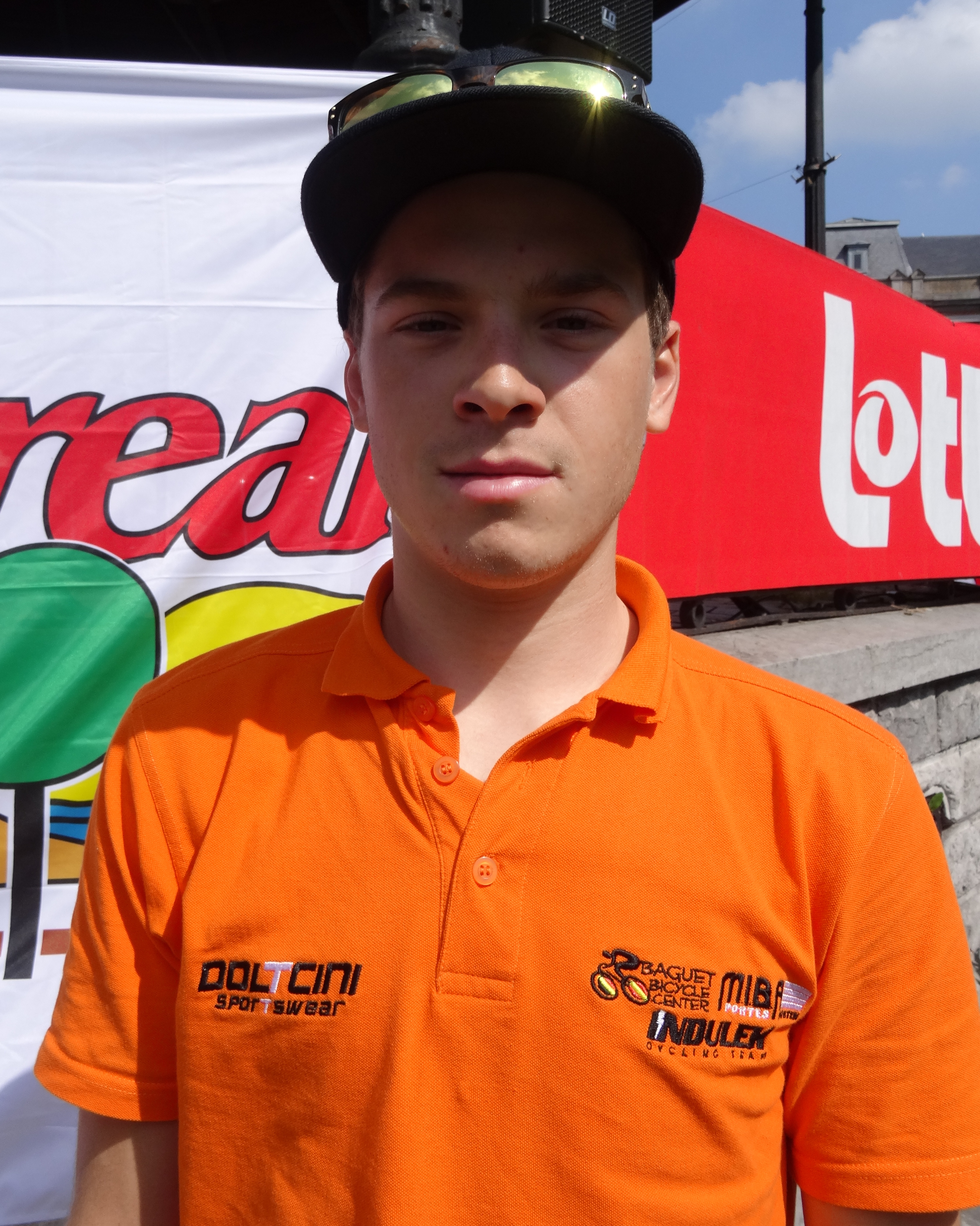
Benjamin Perry.
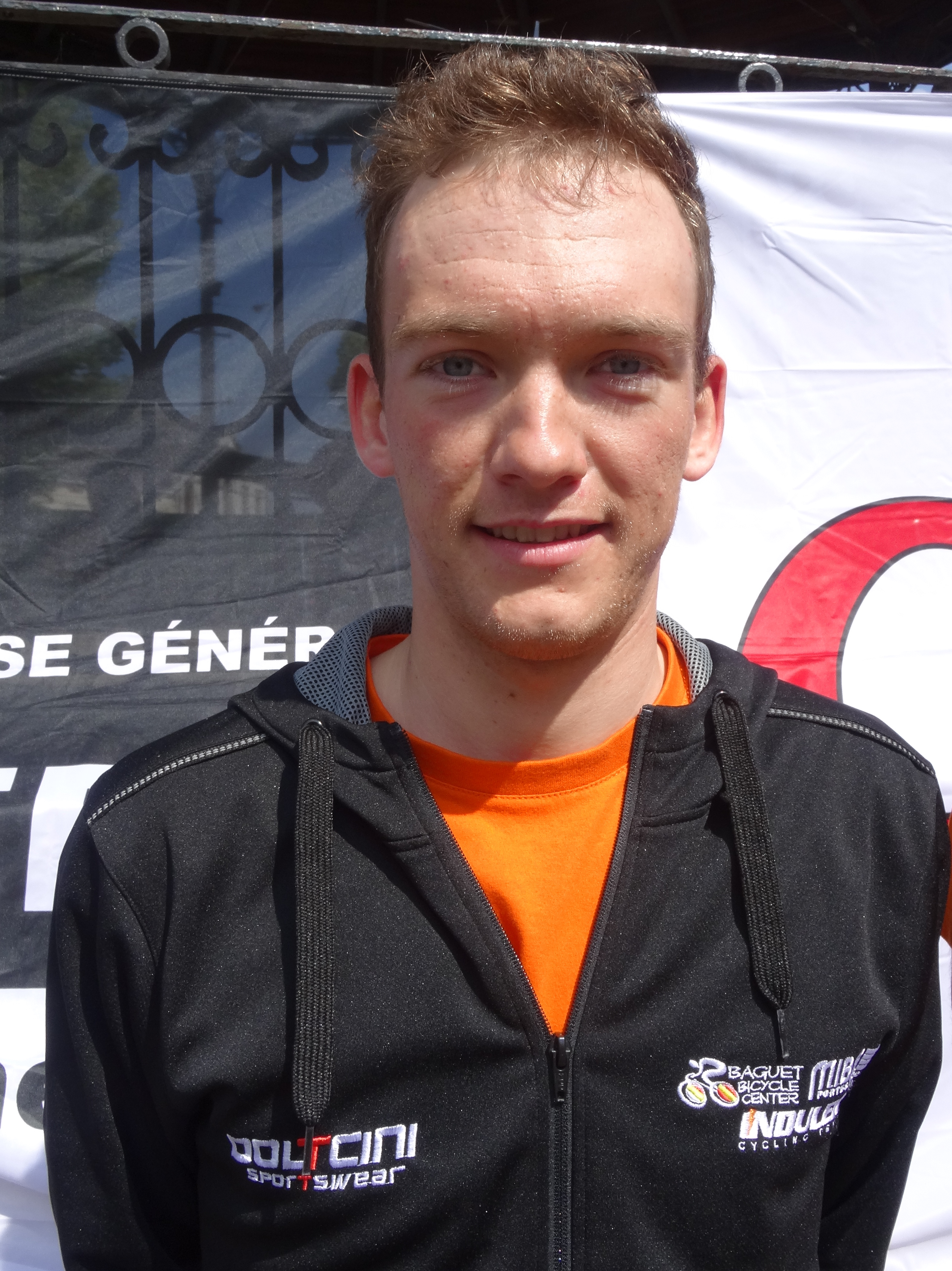
Andres Saelens.
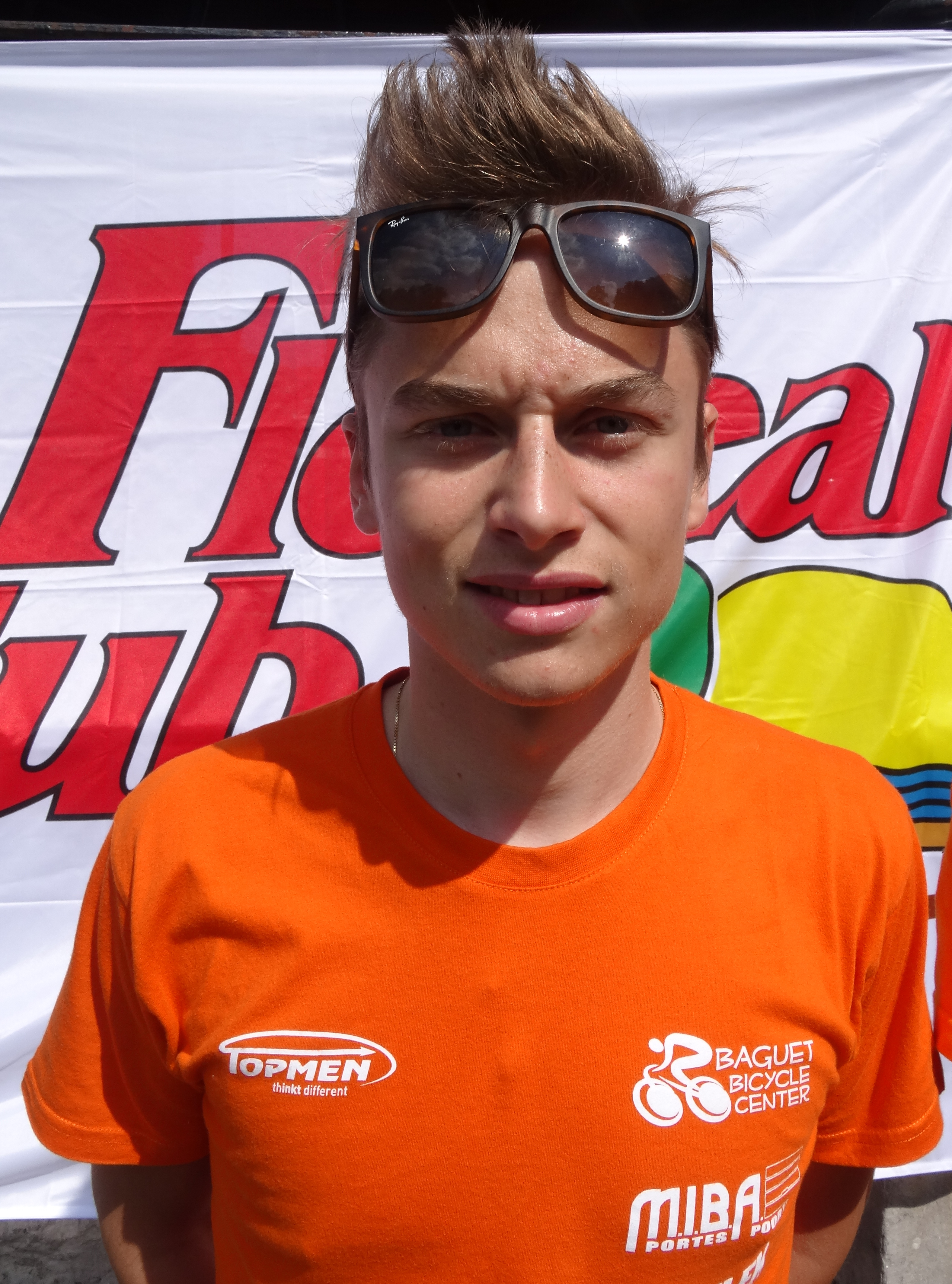
Jasper Van Der Schelden.
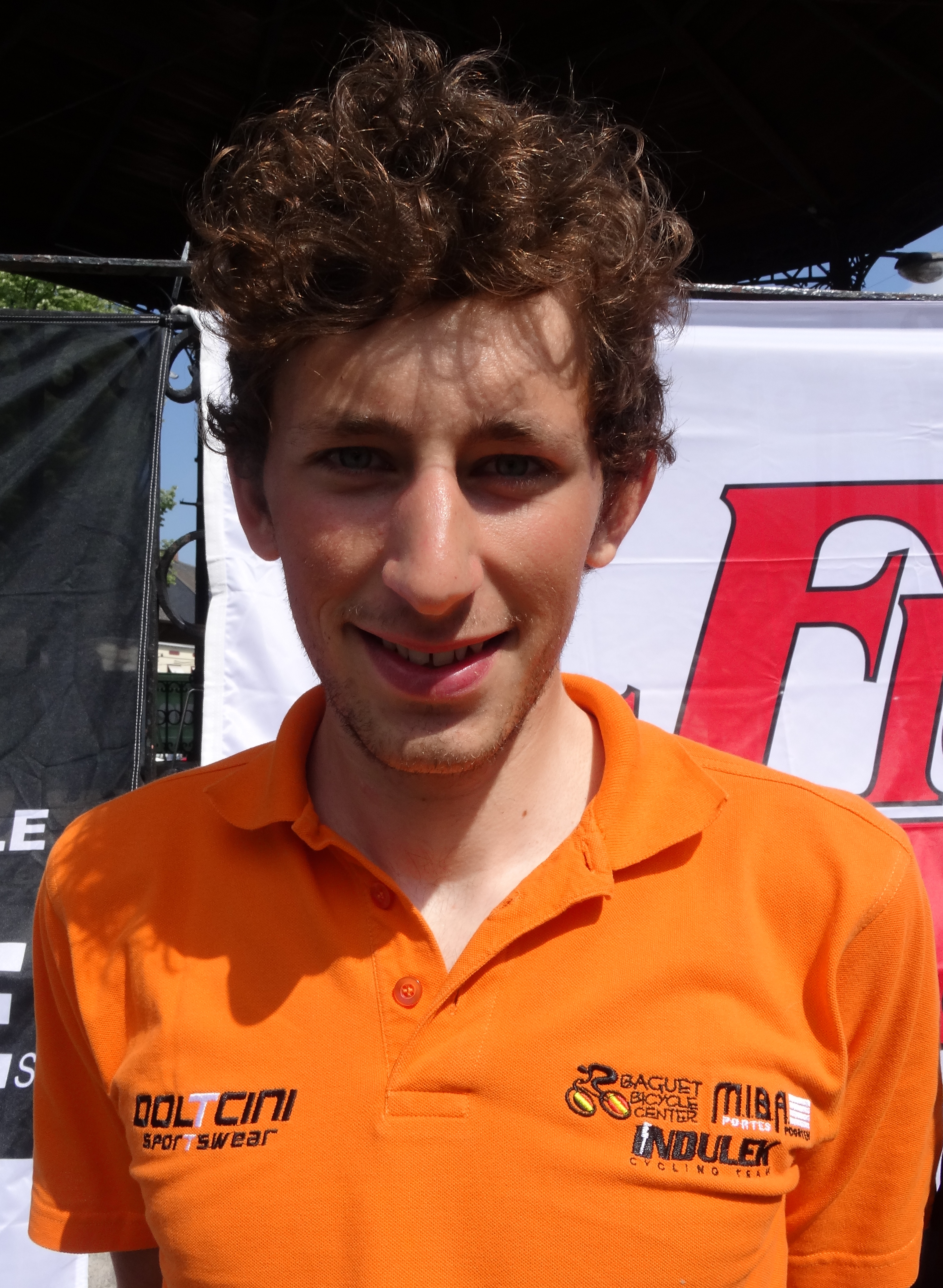
Niels Van Dorsselaer.

## Baguet-MIBA Poorten-Indulek en 2015

### Effectif
| Cycliste                | Date de naissance | Nationalité | Équipe 2014                      |  |
| ----------------------- | ----------------- | ----------- | -------------------------------- |  |
| Gauthier Cappelle       | 31 décembre 1994  | Belgique    | Baguet-MIBA Poorten-Indulek      |  |
| Jens De Lange           | 6 décembre 1996   | Belgique    | Onder Ons Parike                 |  |
| Ruben De Marez          | 27 décembre 1991  | Belgique    | Baguet-MIBA Poorten-Indulek      |  |
| Lucas De Vos            | 28 février 1992   | Belgique    | Colba-Superano Ham               |  |
| Maarten D'Hondt         | 9 juin 1993       | Belgique    | VL Technics-Abutriek             |  |
| Ruben Geerinckx         | 22 octobre 1993   | Belgique    | Baguet-MIBA Poorten-Indulek      |  |
| Jari Heyse              | 19 avril 1996     | Belgique    | KVC Deinze                       |  |
| Artur Kovsh             | 15 avril 1992     | Russie      | Itera-Katusha                    |  |
| Kristof Marius          | 24 septembre 1981 | Belgique    | Baguet-MIBA Poorten-Indulek      |  |
| Braam Merlier           | 11 février 1994   | Belgique    | Baguet-MIBA Poorten-Indulek      |  |
| Nick Mertens            | 6 janvier 1987    | Belgique    | ILLI-Bikes                       |  |
| Killian Michiels        | 7 octobre 1994    | Belgique    | CT 2020                          |  |
| Jens Moens              | 31 janvier 1994   | Belgique    | Baguet-MIBA Poorten-Indulek      |  |
| Steven Moons            | 10 novembre 1996  | Belgique    | Royal Cureghem Sportief          |  |
| Matthias Onghena        | 17 janvier 1987   | Belgique    | Baguet-MIBA Poorten-Indulek      |  |
| Stef Rogier             | 14 janvier 1996   | Belgique    | Onder Ons Parike                 |  |
| Matthias Van Beethoven  | 16 mai 1995       | Belgique    | Van Der Vurst Development        |  |
| Ruben Van Der Haeghen   | 2 décembre 1993   | Belgique    | Baguet-MIBA Poorten-Indulek      |  |
| Jasper Van Der Schelden | 2 avril 1994      | Belgique    | Baguet-MIBA Poorten-Indulek      |  |
| Titte Van Laer          | 30 juillet 1994   | Belgique    | Vastgoedservice-Golden Palace    |  |
| Ward Van Laer           | 14 octobre 1995   | Belgique    | Bianchi-Lotto-Nieuwe Hoop Tielen |  |
| Niels Vandyck           | 30 août 1990      | Belgique    | Verandas Willems                 |  |
| Dante Verlee            | 12 avril 1994     | Belgique    | Baguet-MIBA Poorten-Indulek      |  |